# Championnat de Bonaire de football 2019-2020
Navigation
Édition précédente Édition suivante
La saison 2019-2020 du Championnat de Bonaire de football est la huitième édition du Kampionato, le championnat de première division à Bonaire. Les dix meilleures équipes de l'île sont regroupées en une poule unique.
Pour cette nouvelle saison, le SV Young Boys et le ASCD Arriba Perú accèdent à la première division qui passe ainsi de huit à dix équipes. Le Real Rincon est le tenant du titre.
La saison débute le 25 octobre 2019 et connait une fin prématurée lorsque l'ensemble des rencontres sont reportées après la onzième journée, avant que le championnat ne soit définitivement abandonné et déclaré nul le 26 mai 2020.

## Les équipes participantes
| \| Rincon : Real Rincon SV Vespo SV Uruguay Kralendijk : SV Estrellas SV Young Boys ASCD Arriba Perú Kralendijk Rincon Vitesse Juventus Tera Korá SV Atlétiko Flamingo La Fama Estrella \| Localisation des équipes engagées. |
| Rincon : Real Rincon SV Vespo SV Uruguay Kralendijk : SV Estrellas SV Young Boys ASCD Arriba Perú Kralendijk Rincon Vitesse Juventus Tera Korá SV Atlétiko Flamingo La Fama Estrella                                          |

| Club                  | Classement 2018-2019 | Ville      | Stade                         |
| --------------------- | -------------------- | ---------- | ----------------------------- |
| Real Rincon           | Champion             | Rincon     | Stade Antonio-Trenidat        |
| SV Estrellas          | 2e                   | Kralendijk | Stade municipal de Kralendijk |
| SV Atlétiko Flamingo  | 3e                   | Nikiboko   | Stade Antonio-Trenidat        |
| SV Vespo              | 4e                   | Rincon     | Stade Antonio-Trenidat        |
| SV Atlétiko Tera Korá | 5e                   | Tera Korá  | Stade municipal de Kralendijk |
| SV Uruguay            | 6e                   | Rincon     | Stade Antonio-Trenidat        |
| SV Vitesse            | 7e                   | Antriòl    | Stade municipal de Kralendijk |
| SV Juventus           | 8e                   | Antriòl    | Stade municipal de Kralendijk |
| SV Young Boys         | Nouvelle équipe      | Kralendijk | Stade municipal de Kralendijk |
| ASCD Arriba Perú      | Nouvelle équipe      | Kralendijk | Stade municipal de Kralendijk |

Légende des couleurs
- Tenant du titre
- Nouvelle équipe

## Compétition
Le barème utilisé pour établir le classement est le suivant :
- Victoire : 3 points
- Match nul : 1 point
- Défaite : 0 point

### Classement
Le championnat est abandonné après la onzième journée. Voici le classement au moment de l'arrêt de la compétition.
| Rang | Équipe                | Pts | J  | G  | N | P  | Bp | Bc | Diff |
| ---- | --------------------- | --- | -- | -- | - | -- | -- | -- | ---- |
| 1    | Real Rincon T         | 31  | 11 | 10 | 1 | 0  | 51 | 14 | +37  |
| 2    | SV Atlétiko Flamingo  | 27  | 11 | 9  | 0 | 2  | 41 | 11 | +30  |
| 3    | SV Uruguay            | 26  | 11 | 8  | 2 | 1  | 38 | 10 | +28  |
| 4    | SV Vespo              | 24  | 11 | 7  | 3 | 1  | 31 | 15 | +16  |
| 5    | SV Estrellas          | 16  | 11 | 5  | 1 | 5  | 27 | 23 | +4   |
| 6    | SV Vitesse            | 12  | 11 | 3  | 3 | 5  | 14 | 20 | -6   |
| 7    | SV Juventus           | 7   | 11 | 1  | 4 | 6  | 11 | 29 | -18  |
| 8    | SV Atlétiko Tera Korá | 7   | 11 | 1  | 4 | 6  | 8  | 35 | -27  |
| 9    | SV Young Boys         | 4   | 11 | 1  | 1 | 9  | 8  | 32 | -24  |
| 10   | ASCD Arriba Perú      | 1   | 11 | 0  | 1 | 10 | 13 | 53 | -40  |

|  | Champion et qualification pour le Caribbean Club Shield 2021 |
|  | T : Tenant du titre                                          |

## Statistiques

### Buteurs
Le tableau suivant présente la liste des meilleurs buteurs du championnat.
| Rang | Nom               | Équipe               | Buts |
| 1    | Jermaine Windster | SV Uruguay           | 16   |
| 2    | Edshel Martha     | Real Rincon          | 11   |
| 3    | Yurick Seinpaal   | SV Atlétiko Flamingo | 10   |
| 4    | Lacey Pauletta    | Real Rincon          | 9    |
| 5    | Leroy van Dongen  | SV Uruguay           | 8    |
| 5    | Giandro Steba     | SV Atlétiko Flamingo | 8    |
| 5    | Justin Trinidad   | SV Vespo             | 8    |

## Bilan de la saison
| Championnat de Bonaire de football 2019-2020 |                   |
| Champion                                     | Titre non décerné |
| Qualifications continentales                 |                   |
| Caribbean Club Shield 2021                   | Real Rincon       |